# Wesełyj Kut (obwód odeski)
Wesełyj Kut (ukr. Веселий Кут) – wieś na Ukrainie, w obwodzie odeskim, w rejonie bołgradzkim, w hromadzie Tepłycia. W 2001 liczyła 1797 mieszkańców, głównie rosyjskojęzycznych.